# The Beatles Anthology (documental)
The Beatles Anthology es un box set de 5 DVD publicado por Apple Corps el 31 de marzo de 2003 (1 de abril de 2003 en los Estados Unidos) que recoge los episodios documentales del grupo previamente emitidos por televisión. En la serie, de más de diez horas de duración, los propios integrantes de la formación narran de forma cronológica la historia de The Beatles a través de una serie de entrevistas. 
La serie documental The Beatles Anthology supone el pilar del proyecto homónimo, conformado por tres álbumes dobles con interés musicológico e histórico al publicar grabaciones inéditas y canciones descartadas de numerosas sesiones de grabación, y por un libro, publicado posteriormente en octubre de 2000.
Desde la publicación previa de la serie en VHS, corrieron rumores de una sesión de grabación improvisada llevada a cabo por Paul McCartney, Ringo Starr y George Harrison en Friar Park, residencia actual de Olivia Harrison, viuda de Harrison, tras la muerte de este en 2001. En 2003, dicha sesión improvisada vería la luz como contenido adicional de la edición en DVD.

## Contenido

### DVD 1

#### Episodio 1
Julio de 1940 - marzo de 1963
1. "Liverpool: Los Años de Infancia" [7:35]
2. "Descubriendo el Rock & Roll" [11:23]
3. "John, Paul & George - El Origen de The Beatles" [5:21]
4. "Primeras Grabaciones 1958 - 1960" [2:55]
5. "Stuart Sutcliffe" [3:20]
6. "Las Primeras Giras" [6:59]
7. "Pete Best" [2:07]
8. "Hamburgo" [13:16]
9. "Problemas" [1:09]
10. "Stuart Sutcliffe Abandona" [2:08]
11. "The Cavern" [4:08]
12. "Sesiones en Decca" [1:28]
13. "George Martin" [1:40]
14. "Llega Ringo" [4:44]
15. "Love Me Do" [3:13]
16. "Please Please Me - Tenemos un No. 1" [7:27]

#### Episodio 2
Marzo de 1963 - febrero de 1964
1. "Subiendo la Escalera" [11:02]
2. "Giras en Inglaterra - 1963" [11:30]
3. "Londres - 1963" [15:04]
4. "Primeras Apariciones en Televisión" [3:45]
5. "Clips de Voz de Abbey Road Studios" [4:56]
6. "Reflexiones acerca de la Fama Repentina" [5:13]
7. "Beatlemania" [4:41]
8. "Concierto del Royal Variety" [9:43]
9. "Segundo Álbum: With The Beatles" [9:39]
10. "Teatro Olympia, Paris - 1964" [1:22]
11. "I Want to Hold Your Hand Llega al No. 1 en U.S." [5:50]

### DVD 2

#### Episodio 3
Febrero de 1964 - julio de 1964
1. "Llegada a los Estados Unidos - Febrero de 1964" [10:00]
2. "Primera Aparición en The Ed Sullivan Show" [3:55]
3. "Concierto en The Coliseum - Washington D.C." [10:29]
4. "Recepción en la Embajada Británica" [1:08]
5. "Miami Beach" [3:00]
6. "Segunda Aparición en The Ed Sullivan Show" [3:54]
7. "Regreso a Inglaterra" [1:59]
8. "Vamos a Aparecer en Películas" [2:56]
9. "Filmando A Hard Day's Night" [10:54]
10. "In His Own Write" [3:00]
11. "Gira Mundial 1964" [14:45]
12. "Estreno de A Hard Day’s Night" [2:14]
13. "Regreso a Liverpool" [5:42]

#### Episodio 4
Agosto de 1964 - agosto de 1965
1. "Primera Gira Importante en Estados Unidos - Verano de 1964" [9:12]
2. "Conociendo a Bob Dylan" [3:01]
3. "La Presión de la Giras" [6:13]
4. "Feedback - I Feel Fine" [3:50]
5. "Grabando Beatles For Sale" [8:49]
6. "Filmando Help!" [14:27]
7. "Yesterday" [5:09]
8. "Concierto de Ganadores de la Encuesta NME - 11 de abril de 1965" [2:00]
9. "George Habla de sus Canciones" [4:07]
10. "Ticket to Ride" [2:44]
11. "The Beatles Reciben el MBE de la Reina" [11:01]

### DVD 3

#### Episodio 5
Agosto de 1965 - julio de 1966
1. "Concierto en el Shea Stadium - 15 de agosto de 1965" [15:37]
2. "Conociendo a Elvis Presley" [5:04]
3. "Más Presión en las Giras" [2:31]
4. "Nuevas Direcciones Musicales - Rubber Soul y Revolver" [8:20]
5. "Yellow Submarine" [3:40]
6. "Tomorrow Never Knows" [1:27]
7. "Limitaciones Técnicas en el Estudio" [2:56]
8. "LSD" [3:15]
9. "Day Tripper" [3:15]
10. "We Can Work It Out" [2:47]
11. "Filmes Promocionales Grabados para Televisión" [1:34]
12. "Paperback Writer" [2:55]
13. "[[Rain (canción de The Beatles])|Rain]]" [3:02]
14. "Gira Mundial 1966" [15:24]

#### Episodio 6
Julio de 1966 - junio de 1967
1. "Problemas en las Filipinas" [8:35]
2. "Eleanor Rigby" [9:25]
3. "Las Giras lo Cambian Todo" [2:35]
4. "El Último Concierto - San Francisco, 29 de agosto de 1966" [4:52]
5. "Direcciones Individuales" [5:44]
6. "Creando Strawberry Fields Forever" [5:50]
7. "Penny Lane" [5:17]
8. "Sgt. Pepper’s" [5:35]
9. "A Day in the Life" [10:08]
10. "Reacción a Sgt. Pepper’s" [3:07]
11. "Las Drogas Reflejan los Tiempos" [4:38]
12. "Baby You're a Rich Man" [5:03]

### DVD 4

#### Episodio 7
Junio de 1967 - julio de 1968
1. "Emisión por Satélite de All You Need is Love" [10:10]
2. "Conociendo al Maharishi" [4:17]
3. "La Muerte de Brian Epstein" [8:16]
4. "Magical Mystery Tour" [10:05]
5. "I Am The Walrus" [5:11]
6. "Hello Goodbye" [3:45]
7. "La Boutique de Apple" [2:20]
8. "Rishikesh, India" [8:42]
9. "Apple Records" [7:58]
10. "Lady Madonna" [2:26]
11. "Yellow Submarine" [4:05]
12. "John Conoce a Yoko Ono" [6:23]

#### Episodio 8
Julio de 1968 - marzo de 1970
1. "The White Album" [9:23]
2. "Revolution" [3:21]
3. "El Cierre de la Boutique de Apple" [1:52]
4. "Hey Jude" [8:27]
5. "Grabando en Twickenham Studios" [9:52]
6. "Llega Billy Preston" [2:59]
7. "The Long and Winding Road" [3:49]
8. "El Concierto en el Tejado January 30, 1969" [10:03]
9. "Let It Be" [4:08]
10. "Paul se Casa con Linda, John se Casa con Yoko" [2:57]
11. "The Ballad of John and Yoko" [2:55]
12. "Comentarios acerca de la Separación de la Banda" [5:28]
13. "Abbey Road" [8:56]
14. "Free as a Bird" [7:49]

### DVD 5
Contenido extra
1. "Recuerdos - Junio de 1994" [16:51]
2. "Compilando los Álbumes de Anthology" [10:48]
3. "De Vuelta en Abbey Road - Mayo de 1995" [14:51]
4. "Grabando Free as a Bird y Real Love" [10:57]
5. "Equipo de Producción" [13:03]
6. "Creando el Video de Free as a Bird" [11:12]
7. "Video de Real Love" [4:07]
8. "Créditos" [0:57]